# Воля-Чолновська
Воля-Чолновська (пол. Wola Czołnowska) — село в Польщі, у гміні Баранів Пулавського повіту Люблінського воєводства.
Населення — 354 особи (2011).

## Демографія
Демографічна структура станом на 31 березня 2011 року:
|          | Загалом | Допрацездатний вік | Працездатний вік | Постпрацездатний вік |
| -------- | ------- | ------------------ | ---------------- | -------------------- |
| Чоловіки | 177     | 35                 | 121              | 21                   |
| Жінки    | 177     | 36                 | 97               | 44                   |
| Разом    | 354     | 71                 | 218              | 65                   |